# Тудхалия IV
Тудхалия IV (V) (хет. Тутхалияс), Хешми-Шаррума — царь Хеттского царства, правил приблизительно в 1250—1230 годах до н. э. Сын Хаттусилиса III.

## Отношения с Ассирией
После поражения от войск ассирийского царя Салманасара I при Нихрии Тудхалия IV старался поддерживать хорошие отношения не только с Египтом, но и с Ассирией. При вступлении на ассирийский престол Тукульти-Нинурты I в 1245 г. до н. э. он послал ему более чем дружественное приветствие, пытаясь лишь отговорить его от опасных для хеттов походов на Армянское нагорье. Дело в том, что мелкие царства верхнеевфратской долины и долины реки Арацани, оказавшись между двух огней — Хеттским царством и Ассирией, проявляли довольно естественные в этой обстановке колебания, продолжать ли служить хеттам. В то же время Тудхалия боялся Ассирии. Интересно, что в заключённом Тудхалией IV договоре с Шаушкамувой, царем Амурру, специально оговаривается запрещение Амурру торговать с Ассирией и даже пропускать ассирийских торговцев через свою территорию. Из всего тона договора видно, что Тудхалия ожидал войны с Ассирией.

## Обстановка на северо-западе страны
Желая закрепить владычество хеттов на северо-западе державы, Тудхалия IV предпринял ряд походов в верхне-евфратскую долину. Союз Ацци-Хайасы, ранее господствовавший в этих местах, во времена Тудхалии IV либо вовсе распался, либо потерял влияние и на историческую арену выдвинулись новые политические объединения (такие как Паххува и некоторые другие). Города Туккама, Куммаха и тому подобные, ранее принадлежавшие к союзу Ацци-Хайасы, теперь действовали самостоятельно.
Когда хеттский царь совершал поход против Куммахи, то Мита, царь Паххувы, связанный брачными узами с дочерью царя Куммахи, не только не выполнил своего союзного обязательства — поставлять хеттам военные контингенты, но и укрыл враждебных хеттам беглецов, а также захватил людей и скот с территории союзной с хеттами Ишувы. Вместе с Митой действовал некий Калимуна. Однако военные успехи хеттов заставили «людей Паххувы» (то есть её народное собрание) добиваться мира с Хеттским царством. Царь хеттов поставил условием мира выдачу ему Миты и Калимуны со всеми их родичами и имуществом, а также возвращение беглецов и возмещение ущерба Ишуве. Одновременно в хеттское подданство принимался ряд «стран» — как правобережью, так и по левобережью Верхнего Евфрата, как видно, между тем отложившихся от Хеттского царства, в том числе Ишува, Мальдия (ныне Малатья) и др. Причиной дружного подчинения всех этих «стран» хеттам, вероятно, должна считаться ассирийская угроза. Из ассирийских источников известно, что Тукульти-Нинурта I действительно вторгся на правый берег Евфрата и даже захватил 8 саросов (то есть 28 800) пленных хеттских воинов. Тудхалия IV представлял военную помощь мятежным против Ассирии царям Вавилона и хурритских царств на территории бывшей Митанни (к тому же на довольно жестких для повстанцев условиях). Любопытно, что Тудхалия счёл нужным перенять титул ассирийского царя «царь множеств (или вселенной)».

## Походы на запад
Из сильно разрушенных анналов Тудхалии IV видно, что при нём запад Малой Азии отпал от хеттов. Анналы сообщают о хеттских компаниях провёденных здесь, против «Страны Реки Сеха», занятой царём Аххиявы, против той же страны Арцава и др. Хетты также два раза ходили походом против конфедерации Ассува на северо-западе М. Азии, от названия которой происходит название Азия, где действия, видимо, приняли очень широкий размах, так как хетты, по словам анналов, одних пленных взяли 10 тыс. пехотинцев и 600 колесничих. В связи с походом в Ассуву встречается название Тарувиса (отождествляемая с Таруисой, то есть Троей). Тарувиса названа всего один раз в списке городов и областей страны Ассува, которая сама нигде в другом месте больше не упоминается. Перед Тарувисой стоит название Вилусия (может быть это тоже, что и Вилуса, то есть Илион). Поход против Ассувы был прерван из-за начавшегося нашествия племен каска в центральные области царства.
Около того же времени в северо-западной части Малой Азии, как раз там куда были направлены походы Тудхалии IV, коалицией ахейцев (или данайцев) была разрушена Троя. Не исключено, что уже отпадение Ассувы и Арцавских областей при Тудхалии IV было результатом массового передвижения племен Балкан в Малую Азию через Босфор.

## Нападение Аххиявы
Неясна датировка интересного эпизода, связанного с именем некоего Мадуваттаса, но, по некоторым оценкам, это событие произошло в царствование Тудхалии IV (другие историки датируют его более ранним временем, когда хеттами правил Арнуванда I). Мадуваттас прибыл ко двору хеттского царя в качестве беглеца от преследования Аттариссияса (то есть Атрея), правителя Аххии (Аххиявы, то есть микенцев). Хеттский царь посадил его правителем в одном из городов в «горной стране Циппасла», где он был бы «вблизи от страны Хатти». Но тут он вновь подвергся нападению со стороны Аттариссияса. В ответ на это хеттский царь послал войско во главе с одним из своих полководцев против аххиявцев. У Аттариссияса было 100 колесниц и не установленное число пехотинцев, но в происшедшем сражении он потерпел поражение и вынужден был отступить, а Мадуваттас был восстановлен в правах. Как видно, Тудхалия был ещё силен, чтобы оградить от нападений своих вассалов.

## Захват Кипра
С помощью сирийского флота Тудхалия IV атаковал и захватил Аласию (Название Аласия (Алашия) относилось собственно лишь к одному городу на Кипре (ныне город Энкоми), но переносилось, видимо, и на весь остров). В руки хеттского царя попали царь Аласии, его жены и сыновья. Тудхалия увёз с собой в Хаттусу в качестве добычи серебро, золото и пленных, а Аласию обложил данью. С захватом Кипра хетты приобрели контроль над расположенными здесь богатыми медными рудниками.
Между тем, ситуация в Хаттусе была не из лучших. В стране царил голод. Хлеб для хеттов доставляли Египет и Угарит. Тудхалия IV ещё мог уделять много времени и внимания храмовому строительству и приведению в порядок культов, дворцовых и храмовых архивов. При нём были созданы знаменитые рельефы скального святилища Язылыкая, около Хаттусы с изображениями хурритских богов и лувийскими иероглифическими надписями.